# Mariano Riva
Mariano Riva (Tortona, 28 febbraio 1953) è un ex calciatore italiano, di ruolo terzino sinistro.

## Carriera
Ha iniziato nelle giovanili del Derthona, prima di passare al Torino dove non scenderà mai in campo.
Nel 1972 si trasferisce al Novara dove a 19 anni debutta in Serie B, giocandovi con continuità per tre stagioni per un totale di 80 presenze. Nel 1973 vince il Trofeo Luciano Marmo, come miglior giovane nel campionato giocato dai novaresi.
Nel 1975 scende in  Serie C alla Juniorcasale rimanendovi per due anni; nel 1977 si accasa all'Udinese dove otterrà due promozioni consecutive, prima dalla C alla B e poi in Serie A. In massima serie gioca 5 incontri con l'Udinese prima di essere ceduto nella sessione autunnale del calciomercato al Cesena ancora in Serie B, giocando da titolare una stagione.
Nel 1980 gioca un'annata da titolare in Serie A con il Como, prima di passare al Pisa: coi neroazzurri pisani gioca due stagioni: una in Serie B centrando la promozione, e l'altra in Serie A.
Nel 1983 passa all'Arezzo con cui disputa due campionati di Serie B, quindi si trasferisce alla Ternana (una stagione in Serie C1 e una in Serie C2).
In carriera ha totalizzato complessivamente 55 presenze e 3 reti in Serie A e 245 presenze e 10 reti in Serie B. Come allenatore ha allenato il Viareggio.

## Palmarès

### Competizioni nazionali
- Campionato italiano di Serie B: 1

Udinese: 1978-1979
- Campionato italiano Serie C: 1

Udinese: 1977-1978 (girone A)
- Coppa Italia Semiprofessionisti: 1

Udinese: 1977-1978

### Competizioni internazionali
- Coppa Anglo-Italiana: 1

Udinese: 1978